# Stefan Mastaller
Stefan Mastaller, né le 7 avril 1995 à Vienne, est un coureur cycliste autrichien.

## Palmarès sur piste

### Championnats du monde
- Berlin 2020
  - 19e de la course aux points

### Championnats nationaux
- 2011
  - 3e du championnat d'Autriche de l'omnium juniors
- 2013
  - 3e du championnat d'Autriche de vitesse juniors
- 2016
  - 3e du championnat d'Autriche de l'américaine
- 2017
  - 2e du championnat d'Autriche de l'américaine
  - 3e du championnat d'Autriche de poursuite
- 2018
  -  Champion d'Autriche de l'omnium
  -  Champion d'Autriche du scratch
  - 2e du championnat d'Autriche de poursuite
  - 2e du championnat d'Autriche de l'américaine
- 2019
  - 2e du championnat d'Autriche de l'américaine
  - 2e du championnat d'Autriche de course aux points
  - 3e du championnat d'Autriche de l'omnium
  - 3e du championnat d'Autriche de l'américaine
  - 3e du championnat d'Autriche du scratch
- 2020
  - 2e du championnat d'Autriche de l'américaine
  - 2e du championnat d'Autriche de course aux points
  - 3e du championnat d'Autriche de poursuite